# Kordîșivka, Kozeatîn
Kordîșivka (în ucraineană Кордишівка) este localitatea de reședință a comunei Kordîșivka din raionul Kozeatîn, regiunea Vinnița, Ucraina.

## Demografie
Componența lingvistică a localității Kordîșivka
     Ucraineană (99,62%)
     Alte limbi (0,39%)
Conform recensământului din 2001, majoritatea populației localității Kordîșivka era vorbitoare de ucraineană (99,62%), existând în minoritate și vorbitori de alte limbi.